# Neurology Neuroimmunology & Neuroinflammation
Neurology Neuroimmunology & Neuroinflammation è una rivista scientifica online di neurologia ad accesso aperto e sottoposta a revisione paritaria. È una delle pubblicazioni ufficiali dell'American Academy of Neurology di cui è la rivista principale nel campo della neuroimmunologia e neuroinfiammazione.
Pubblica editoriali, ricerche originali e articoli di revisione rivolti a neurologi e ricercatori clinici al fine di migliorare la cura dei pazienti e facilitare la ricerca di base e traslazionale. In particolare, copre le seguenti tematiche (elenco non esaustivo): malattia di Alzheimer, malattia di Parkinson, SLA, tauopatia e ictus; sclerosi multipla e NMO; malattia infiammatoria dei nervi periferici e dei muscoli, sindrome di Guillain-Barré e miastenia grave; infezione del sistema nervoso; sindromi paraneoplastiche, encefaliti non infettive e altri disturbi mediati da anticorpi; disturbi psichiatrici e dello sviluppo neurologico.
Secondo il Journal Citation Reports, nel 2024 ha ricevuto un fattore di impatto pari a 7,8.
Gli articoli sono indicizzati da: Web of Science, Openalex, Sherpa romeo, SUDOC, DOAJ, PubMed Central e Crossref.

## Articoli notevoli
- Dahl, J. R., et al. (2025), Modulator of VRAC Current 1 Is a Potential Target Antigen in Multiple Sclerosis,, in Neurology Neuroimmunology & Neuroinflammation. DOI: 10.1212/nxi.0000000000200374 (riguardo al gene MLC1)